# Lasioglossum pseudolittorale
Lasioglossum pseudolittorale là một loài Hymenoptera trong họ Halictidae. Loài này được Blüthgen mô tả khoa học năm 1923.